# بخش شباب
بخش شباب، یکی از بخش‌های شهرستان چرداول در استان ایلام ایران است. مرکز این بخش، شهر شباب است.

## تقسیمات کشوری
- بخش شباب
  - دهستان زنجیره
  - دهستان شباب

شهر: شباب

## جمعیت
بر پایه سرشماری عمومی نفوس و مسکن در سال ۱۳۹۵، جمعیت بخش شباب برابر با ۹٬۴۶۶ نفر بوده‌است.